# Dr.カオス 地獄の扉
『Dr.カオス 地獄の扉』（ドクターカオス じごくのとびら）は、1987年6月19日に日本のポニカから発売されたファミリーコンピュータ ディスクシステム用アクションアドベンチャーゲーム。北米では『Dr. Chaos』のタイトルで1988年11月にフジサンケイ・コミュニケーションズ・インターナショナルから発売された。
博士であるドクター・カオスが実験に失敗した結果研究所にモンスターが徘徊するようになり、ドクター・カオスの弟であるマイケルが行方不明となった兄を捜すために単身研究所を訪れるという内容。開発はマリオネットおよびS.R.S.が行っている。

## ゲーム内容

### システム
廊下面、室内面、ワープ面の3つの場面で構成される。廊下面とワープ面ではリアルタイムで敵と戦うアクションゲームとなり、室内面ではコマンド操作による謎解き要素の強いアドベンチャーゲームとなる。プレイヤーは、横スクロールによる廊下面と各部屋を探索する室内面を行き来しながらアイテムを収集しつつワープゾーンへの入り口を探し出し、ワープゾーンの最後に登場する大型モンスターを倒し謎解きを進めていく。ゲームのスタート直後はモードセレクト画面となっており、プレイヤーの名前の登録、登録済みプレイヤーの削除、スタートするプレイヤーの選択が行える。プレイヤーを選択しスタートすると、研究所が断面表示される廊下面へと切り替わり、研究所の入り口に立つプレイヤーを操作できるようになる。
廊下面とワープ面は画面スクロールである。これに対し、室内面は画面切り替えである。廊下面のプレイヤーは扉に入ることで室内面へ移動できる。室内面では画面内の扉を開けて別の室内面や廊下面に移動できる。また、室内面に隠されたワープゾーンへの入り口を利用してワープ面へ移動できる。室内面で敵と遭遇すると廊下面へ強制移動させられることになるため、敵との戦闘は廊下面またはワープ面で行われることになる。プレイヤーは各部屋のつながりを把握する必要があるシステムとなっている。有効なアイテムの出現場所を把握し、目的の装備を獲得してボス戦に臨むのがシンプルなゲーム進行となるが、室内面で「ハズレ」を引いた際に強力な雑魚敵がランダムで出現するためゲーム進行が困難となる。
ゲーム内でプレイヤーのLIFEが0になるとゲームオーバーとなり、コンティニューするかセーブするかの選択が迫られる。プレイヤーのLIFEが残っている状態でセーブを行いたい場合は、STARTボタンでポーズをかけ、SELECTボタンを押しながらAボタンとBボタンの合わせて3つを同時押しすることで現在の状態が保存される。

### 室内面MENU内のコマンド一覧
| コマンド | 実行内容                       |
| -------- | ------------------------------ |
| アケル   | 部屋や什器の扉を開ける         |
| トル     | 発見したアイテムを取る         |
| ハイル   | 扉やワープゾーンの入り口へ入る |
| タタク   | カーソルの位置を叩く           |

## 設定

### ストーリー
主人公の名前はマイケル。天才的物理学者の兄（ドクター・ジン・カオス）は、人里離れた場所でひとりで危険を伴う超空間の研究を行っていた。マイケルとは月に一回、手紙で連絡をやり取りしていたが、ある時から手紙が届かなくなってしまった。
几帳面な兄が手紙をよこさなくなったこと、物理的超空間を創り出すことに成功していたこと、その空間中での生物の影響を調査していたことから、兄の身になにか起こったと考えて兄の研究所へ向かう。
研究所の入り口の机にあった兄の日記に記された、いくつかの機械を製作した事実と事態収拾の依頼を読み、腰のナイフ一本で単身研究所内の調査に乗り出した。

### ステージ構成
廊下面
- 横スクロール移動となっており各部屋に入るためのドアが並んでいる。研究所は地上3階、地下1階で構成されており階段で移動できるようになっているが、3階および地下へは階段での移動ができないようになっている。

室内面
- 東西南北の4つのステージで構成されている。コマンドによる移動となっており、手の形のアイコンを移動させて場所を特定して行動を行う。室内面には武器や薬などのアイテムが存在しているほか、ワープゾーンへの入り口が存在する。ドアが開いた際にモンスターが出現すると強制的に廊下面に移動させられ戦闘シーンとなる。

ワープ面
- 室内面にある入り口から移動できる。横スクロール移動となっており、廊下面と比較して強力なモンスターが多く出現する。ステージの最後には大型のモンスターが出現、このモンスターは通常の武器では倒せない場合がある。

## スタッフ
- プロデューサー：賀川邦彦
- ディレクター：横田青史
- 音楽：PONII ICHINEN（田所広成）
- プログラマー：坂口芳明、小野寺正
- アシスタント：ALEX HIKONORI（鈴木彦孝）、SLEEPY MASATAKA、TAKACHAN IWAMOTO（岩本多加）、RUCHAN TAKAYASU
- ゲーム・デザイン：S.R.S.インコーポレーション、
- コンピュータ・デザイン：マリオネット

## 評価
| 項目 | キャラクタ | 音楽 | 操作性 | 熱中度 | お買得度 | オリジナリティ | 総合  |
| 得点 | 2.45       | 2.32 | 2.28   | 2.21   | -        | 2.47           | 11.73 |

ゲーム誌『ファミコン通信』の「クロスレビュー」では、4名のレビュアーからそれぞれ4・7・7・6の得点が与えられ、合計24点（満40点）で標準的な評価となったが、ゲーム誌『ファミリーコンピュータMagazine』の読者投票による「ゲーム通信簿」での評価は別記の通り11.73点（満25点）と低評価となった。しかし同雑誌1991年5月24日号特別付録の「ファミコンディスクカード オールカタログ」の紹介記事では「2種のゲームを融合させた意欲作」であると評価され、アクションゲームの敵と戦う要素とアドベンチャーゲームの謎解きを融合させたことに対して「新趣向の試みが注目を集めた佳作」であると肯定的な評価となっている。また、ゲーム誌『ユーゲー 2003 Vol.9』においてライターの飴尾拓朗は、アクションゲームとアドベンチャーゲームの要素が巧く融合されている点を高く評価したものの、「ハズレ」を引いた際に出現する敵キャラクターが強力すぎる点などを取り上げた上で、「ゲームバランスにちょっと気を使えば、もっと遊べたタイトルになりえたハズだったのだが」と否定的に評価した。